# Джерард Креффт
Джерард Креффт (нім. Gerard Krefft), повне ім'я Йоханн Людвіг Джерард Креффт (нім. Johann Ludwig Gerard Krefft; 17 лютого 1830, Брауншвейг, Нижня Саксонія, Німеччина — пом. 19 лютого 1881 , Сідней , Новий Південний Уельс, Австралія) — один з перших і найвідоміших зоологів і палеонтологів Австралії. Автор понад 150 наукових праць, зокрема «Snakes of Australia» («Змії Австралії», 1869), «A Catalogue of the Minerals and Rocks in the Australian Museum» («Каталог мінералів і гірських порід Австралійського музею», 1870) і «A Short Guide to the Australian Fossil Remains in the Australian Museum» («Короткий довідник австралійських викопних решток Австралійського музею», 1873). Він опублікував науковий опис рогозуба, «живого викопного».

## Життєпис
Креффт народився в герцогстві Брауншвейг (тепер частина Німеччини), син Вільяма Креффта, кондитера, і Джоани, уроджена Бушгофф. Здобув освіту в коледжі Св. Мартина у Брауншвейзі. У юності цікавився мистецтвом і хотів вчитися живопису. У 1850 році емігрував до Нью-Йорка. У листопаді 1852 року переїхав в Австралію, де працював у копальнях протягом декількох років, доки не познайомився з німецьким зоологом Вільямом Бляндовскі. Креффт став асистентом Бляндовскі під час його експедиції по річках Дарлінг та Муррей в 1856—1857 роках.
Креффт відвідав Німеччину в 1858 році після смерті свого батька. Повернувся у Сідней у 1860 році й був призначений помічником куратора Австралійського музею за рекомендацією губернатора сера Вільяма Денісона. У 1864 році призначений директором. Цього року опублікував «Каталог ссавців у колекції Австралійського музею» (Catalogue of Mammalia in the Collection of the Australian Museum), а в 1865 році у вигляді брошури «Два документи по хребетних нижньої течії річок Муррей і Дарлінг і зміях Сіднея» (Two Papers on the Vertebrata of the Lower Murray and Darling and on the Snakes of Sydney). Ці документи були прочитані у Філософському товаристві Нового Південного Уельсу і, хоча назва цього не показує, у публікацію включений третій документ «Аборигени Нижньої Мюррей і Дарлінг» (Aborigines of the Lower Murray and Darling). У 1869 році написав «Змії Австралії» (The Snakes of Australia), у 1871 році — «Ссавці Австралії» (The Mammals of Australia) за кошти сестер Гелени та Гаррієт Скотт. Його «Каталог мінералів і гірських порід у колекції Австралійського музею» (Catalogue of the Minerals and Rocks in the Collection of the Australian Museum) був опублікований в 1873 році.
Креффт звільнений з посади директора Австралійського музею у 1874 році. Його буквально вивезли у своєму кріслі до дверей музею і викинули на вулицю. Він впав у немилість опікунів музею, зокрема Вільяму Джону Маклею, тому, що звинуватив їх у використанні ресурсів музею для збільшення приватних колекцій. У відповідь його звинуватили у пияцтві, фальсифікації відвідуваності музею тощо. Згодом він подав позов проти довірених осіб і отримав компенсацію у £250. Суддя постановив, що Креффт був старшим офіцером при уряді, і тому ніхто не мав права відсторонити його від обов'язків, крім губернатора зі згоди виконавчої ради. Згодом парламент штату проголосував за виділення Креффту £1000 компенсації. У 1877 році він почав публікацію журналу «Krefft's Nature in Australia», у якому обговорювались питання природознавства, але невдовзі припинив публікацію через проблеми зі здоров'ям. Креффт помер 19 лютого 1881 року від набряку легень. Похований на території церкви Святого Юди у Рендуїку. У нього була дружина Енні, уродженої Макфайл, з якою він одружився 6 лютого 1869 року і мав двох синів.
Креффт був членом багатьох наукових товариств, а його твори опубліковані у «Працях Лондонського зоологічного товариства» та інших наукових і популярних журналах. Деякі з них були надруковані окремо у вигляді брошур.

## Вшанування
На честь Креффта названо дві рептилії-ендеміки Австралії: Cacophis krefftii, вид отруйної змії; та Emydura macquarii krefftii, підвид прісноводних черепах. Також його ім'ям названо гірську групу Креффтбергет (Krefftberget) на острові Баренца на Шпіцбергені.